# Leopoldamys diwangkarai
Leopoldamys diwangkarai  (Maryanto & Sinaga, 2008) è un Roditore della famiglia dei Muridae diffusa nel Borneo e a Giava.

## Descrizione

### Dimensioni
Roditore di medie dimensioni, con lunghezza della testa e del corpo tra 197 e 225 mm, la lunghezza della coda tra 293 e 317 mm, la lunghezza del piede tra 42,7 e 49 mm, la lunghezza delle orecchie tra 20 e 27 mm e un peso fino a 190 g.

### Aspetto
La pelliccia è più lunga e soffice rispetto alle altre specie dello stesso genere. Il colore delle parti superiori è marrone, mentre le parti ventrali sono bianche. La linea di demarcazione lungo i fianchi è netta. Il dorso delle zampe è nerastro. La coda è molto più lunga della testa e del corpo, scura sopra e bianca sotto. Le femmine hanno un paio di mammelle pettorali, un paio post-ascellari e due paia inguinali.

## Distribuzione e habitat
Questa specie è diffusa nel Borneo e a Giava.
Vive nelle foreste primarie montane tra 400 e 1.100 metri di altitudine.

## Conservazione
La IUCN Red List, considerato che è conosciuta soltanto in due località e non ci sono informazioni circa la sua ecologia e le eventuali minacce (DD).